# Принятый королевский гамбит
Принятый королевский гамбит — дебют, начинающийся ходами: 
 1. e2-e4 e7-e5 
 2. f2-f4 e5:f4
Относится к открытым началам.
Первое упоминание о нём встречается ещё в XVI веке в трудах Лопеса. Важную роль в разработке гамбита сыграли исследования и партии итальянских мастеров Средневековья — Греко, Полерио, Сальвио и других. Вплоть до XIX века королевский гамбит был одним из популярнейших дебютов.

## Основные варианты
В принятом королевском гамбите различают 3 основных разветвления: гамбит коня (3. Кg1-f3), гамбит слона (3. Сf1-c4) и редкие продолжения.

### Гамбит коня
3. Кg1-f3. Самое популярное продолжение после 2. …e5:f4.
- 3. …Кg8-e7 — вариант Бонч-Осмоловского.
- 3. …f7-f5 — контргамбит Джануцио.
- 3. …d7-d6 — см. Защита Фишера.
- 3. …h7-h6 — см. Защита Беккера.
- 3. …Kg8-f6 — см. Защита Шаллопа.
- 3. …Кb8-c6
- 3. …Cf8-e7 — см. Гамбит Каннингема.
- 3. … d7-d5 — современная защита.
- 3. …g7-g5 — классическая защита. Имеет ряд хорошо проработанных продолжений.
  - 4. Кb1-c3 — см. Гамбит Квааде.
  - 4. d2-d4 — см. Гамбит Розентретера.
  - 4. Сf1-c4
    - 4. …Кb8-c6 — гамбит Блачли.
    - 4. …g5-g4
      - 5. Cc4:f7+ — см. Гамбит Лолли.
      - 5. d2-d4 — см. Гамбит Гулам Кассима.
      - 5. Kb1-c3 — см. Гамбит Мак-Доннелла.
      - 5. 0-0 — см. гамбит Полерио — Муцио.
      - 5. Кf3-e5 — см. Гамбит Сальвио.

    - 4. …Сf8-g7
      - 5. 0-0 — см. Гамбит Ганштейна.
      - 5. h2-h4 — см. Гамбит Греко — Филидора.

  - 4. h2-h4 g5-g4
    - 5. Кf3-g5 — см. Гамбит Альгайера.
    - 5. Кf3-e5 — см. Гамбит Кизерицкого.

### Гамбит слона
3. Сf1-c4. Гамбитом слона сыграно ряд красивейших партий, включая знаменитую «бессмертную».

### Редкие продолжения
- 3. Фd1-f3 — см. Гамбит Брейера.
- 3. d2-d4 — см. Испанский гамбит.
- 3. Кb1-c3 — см. Гамбит Мэзона.
- 3. Сf1-e2 — см. Гамбит Петрова.
- 3. h2-h4 — см. Гамбит Стаммы.